# Bobry (Ełk)
Bobry (deutsch Bobern (Nordteil)) ist ein Dorf in der polnischen Woiwodschaft Ermland-Masuren, das zur Gmina Ełk (Landgemeinde Lyck) im Powiat Ełcki (Kreis Lyck) gehört.

## Geographische Lage
Bobry liegt im südlichen Osten der Woiwodschaft Ermland-Masuren, 9,5 Kilometer südlich der Kreisstadt Ełk (Lyck).

## Geschichte
Bobry in der Gmina Ełk ist der nördliche Teil des vor 1945 zusammenhängenden Dorfes mit dem deutschen Namen Bobern, dessen südlicher Teil heute in der Gmina Prostki (Landgemeinde Prostken) liegt und als Bobry (Prostki) mit dem nur 600 Meter entfernten Bobry (Ełk) in seiner Geschichte identisch ist. Nicht belegt ist das Datum der Trennung beider Teile nach 1945.
Bobry ist heute Sitz eines Schulzenamtes (polnisch Sołectwo), in das auch der Nachbarort Zdunki (Sdunken, 1938–1945 Ulrichsfelde) eingeschlossen ist, und damit eine Ortschaft im Verbund der Gmina Ełk.

## Religionen
Bobry gehört kirchlich zu Bobry in der Gmina Prostki. Dort besteht eine katholische Kirchengemeinde, die der Pfarrei in Nowa Wieś Ełcka (deutsch Neuendorf) untersteht und zum Bistum Ełk der Römisch-katholischen Kirche in Polen gehört.
Hier lebende evangelische Kirchenglieder halten sich zur Kirchengemeinde in der Stadt Ełk, einer Filialgemeinde der Pfarrei in Pisz (deutsch Johannisburg) in der Diözese Masuren der Evangelisch-Augsburgischen Kirche in Polen.

## Verkehr
Bobry liegt westlich der Landesstraße 65 und ist von Zdunki (Sdunken, 1938–1945 Ulrichsfelde) aus zu erreichen. Eine Bahnanbindung besteht nicht.